# Santiago del Teide
Santiago del Teide település Spanyolországban, Santa Cruz de Tenerife tartományban. Santiago del Teide Buenavista del Norte, Los Silos, El Tanque, Garachico, Icod de los Vinos, La Orotava és Guía de Isora községekkel határos. Lakosainak száma 12 373 fő (2024).

## Népesség
A település népessége az elmúlt években az alábbi módon változott:
| Lakosok száma | 9445 | 10 777 | 11 493 | 12 050 | 12 392 | 10 468 | 10 576 | 11 111 | 11 162 | 12 373 |
|               | 2001 | 2004   | 2007   | 2009   | 2012   | 2014   | 2017   | 2019   | 2022   | 2024   |